# Lijst van Zuid-Afrikaanse ministers van Buitenlandse Zaken
De minister van Buitenlandse Zaken van Zuid-Afrika (Afrikaans: Minister van Buitelandse Sake, Engels: Minister of Foreign Affairs) maakt deel uit van de regering van Zuid-Afrika. Tot 1955 waren de premiers van Zuid-Afrika tevens minister van Buitenlandse Zaken.
De huidige minister van Buitenlandse Zaken is Naledi Pandor van het ANC (sinds 2019).

## Ministers
| #   | Persoon | Persoon                    | Periode    | Partij                        | Kabinet(ten)                                                    |
| --- | ------- | -------------------------- | ---------- | ----------------------------- | --------------------------------------------------------------- |
| 1.  |         | James Barry Munnik Hertzog | 1927–1939  | NP (tot 1934) VP (vanaf 1934) | Hertzog                                                         |
| 2.  |         | Jan Smuts                  | 1939–1948  | VP                            | Smuts                                                           |
| 3.  |         | Daniel François Malan      | 1948–1954  | NP                            | Malan                                                           |
| 4.  |         | Johannes Strijdom          | 1954–1955  | NP                            | Strijdom                                                        |
| 5.  |         | Eric Louw                  | 1955–1964  | NP                            | Strijdom (1955–1958) Verwoerd (1958–1964)                       |
| 6.  |         | Hilgard Muller             | 1964–1977  | NP                            | Verwoerd (1964–1966) Vorster (1966–1977)                        |
| 7.  |         | Pik Botha                  | 1977–1994  | NP                            | Vorster (1977–1978) P.W. Botha (1978–1989) De Klerk (1989–1994) |
| 8.  |         | Alfred Nzo                 | 1994–1999  | ANC                           | Mandela                                                         |
| 9.  |         | Nkosazana Dlamini-Zuma     | 1999–2009  | ANC                           | Mbeki I (1999–2004) Mbeki II (2004–2008) Motlanthe (2008–2009)  |
| 10. |         | Maite Nkoana-Mashabane     | 2009–2018  | ANC                           | Zuma I (2009–2014) Zuma II (2014–2018)                          |
| 11. |         | Lindiwe Sisulu             | 2018–2019  | ANC                           | Ramaphosa I                                                     |
| 12. |         | Naledi Pandor              | 2019–2024  | ANC                           | Ramaphosa II                                                    |
| 13. |         | Ronald Lamola              | sinds 2024 | ANC                           | Ramaphosa III                                                   |